# ミスジリュウキュウスズメダイ
ミスジリュウキュウスズメダイ（学名：Dascyllus aruanus）は、スズキ目スズメダイ科に分類される魚類の一種。スズメダイ科の他の仲間と同様に西太平洋のサンゴ礁で一般的な熱帯魚である。

## 概要
ミスジリュウキュウスズメダイは西部太平洋にかけての熱帯域に主に分布し、日本では和歌山県以南の沿岸で観察される。浅い海のサンゴ礁で生活し、サンゴの隙間を外敵からの回避や休息に利用する。食性は雑食性で、親魚が卵を保護する習性がある。
従来はインド洋にも分布するとされたが、インド洋のものは現在ではDascyllus abudafur (Fabricius, 1775)とされる。

## 形態
全長8-10cm程度の小型魚類で、側扁した白地の体には、名前の由来となっている3本の黒い横縞がある。同属のヨスジリュウキュウスズメダイ（D. melanurus）と分布域・生態・体色ともによく似るが、D. melanurus は尾鰭後縁に4本目の黒縞をもつことで容易に区別できる。背鰭と臀鰭の鰭条はそれぞれ12棘11-13軟条、および2棘11-13軟条で構成される。

## 人間とのかかわり
本種はスクーバダイビングなどで普通に観察することができ、飼育も比較的しやすいことから観賞魚としての人気が高い。